# Kościół Wniebowzięcia Najświętszej Maryi Panny w Brańsku
Kościół Wniebowzięcia Najświętszej Maryi Panny w Brańsku – rzymskokatolicki kościół parafialny w mieście Brańsk, w województwie podlaskim. Należy do dekanatu Brańsk diecezji drohiczyńskiej.

## Historia
Obecna, murowana świątynia została wzniesiona w latach 1859-1862, dzięki staraniom księdza Wojciecha Kociołkowskiego, proboszcza z Brańska, należącego do Zgromadzenia Księży Misjonarzy. Budowla została poświęcona - na mocy pozwolenia księdza Adama Stanisława Krasińskiego, biskupa wileńskiego, w XXV niedzielę po Zielonych Świątkach, czyli 18 listopada 1862 przez księdza Stanisława Włodkowskiego, dziekana z Bielska Podlaskiego i proboszcza z Ciechanowca. 

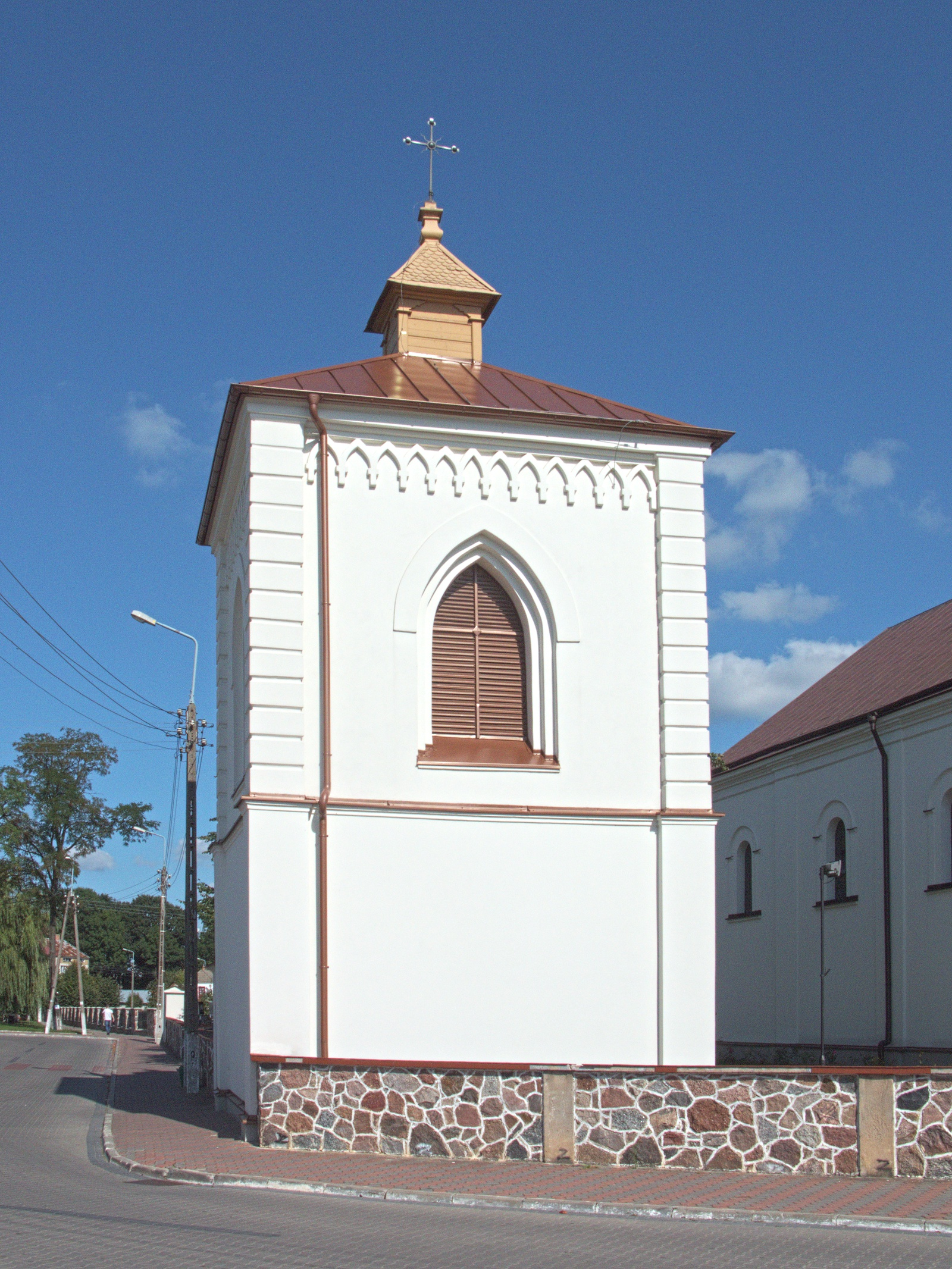
Dzwonnica

W czasie II wojny światowej cofające się wojska hitlerowskie w nocy z 31 lipca na 1 sierpnia 1944 roku podłożyły ognień pod świątynię. Jego odbudowa była prowadzona przez księży: księdza Józefa Chwalko, wikariusza z Brańska, księdza kanonika Kazimierza Łomackiego, proboszcza z Brańska oraz księdza kanonika Franciszka Smorczewskiego, następnego proboszcza.
W dniu 2 czerwca 2002 roku biskup drohiczyński Antoni Dydycz poświęcił czyli konsekrował ołtarz główny z nowym obrazem Najświętszej Maryi Panny Wniebowziętej, który został zbudowany podczas urzędowania proboszcza księdza prałata Romana Wodyńskiego. W czasie obchodów 150 - lecia istnienia obecnej budowli, czyli w dniu 30 września 2012 roku wspomniany wyżej biskup Antoni Dydycz rekonsekrował świątynię oraz poświęcił istniejący ołtarz soborowy.
5 kwietnia 2020 r. podczas niedzielnego nabożeństwa w kościele miała miejsce interwencja policji w związku z naruszeniem przez miejscowych wiernych i duchowieństwo rzymskokatolickie narodowej kwarantanny, wprowadzonej przez polski rząd na skutek globalnej pandemii koronawirusa SARS-CoV-2. Ówczesne regulacje przeciwepidemiczne ograniczały maksymalną liczbę uczestników zgromadzeń publicznych i uroczystości religijnych do 5 osób, natomiast w świątyni zgromadziło się ponad 50 wiernych. Wobec miejscowej parafii rzymskokatolickiej wszczęte zostało wstępne postępowanie wyjaśniające mające na celu skierowanie sprawy do sądu. Zdarzenie to było komentowane w lokalnych środkach masowego przekazu.